# Comuna Beclean, Brașov
Beclean (în germană: Badlinen, în maghiară: Bethlen) este o comună în județul Brașov, Transilvania, România, formată din satele Beclean (reședința), Boholț, Calbor, Hurez și Luța.

## Demografie
Componența etnică a comunei Beclean
     Români (76,67%)
     Romi (15,73%)
     Alte etnii (0,65%)
     Necunoscută (6,94%)
Componența confesională a comunei Beclean
     Ortodocși (90,06%)
     Alte religii (2,6%)
     Necunoscută (7,34%)
Conform recensământului efectuat în 2021, populația comunei Beclean se ridică la 2.002 locuitori, în creștere față de recensământul anterior din 2011, când fuseseră înregistrați 1.826 de locuitori. Majoritatea locuitorilor sunt români (76,67%), cu o minoritate de romi (15,73%), iar pentru 6,94% nu se cunoaște apartenența etnică. Din punct de vedere confesional, majoritatea locuitorilor sunt ortodocși (90,06%), iar pentru 7,34% nu se cunoaște apartenența confesională.

## Politică și administrație
Comuna Beclean este administrată de un primar și un consiliu local compus din 11 consilieri. Primarul, Vasile-Claudiu Motrescu[*], de la Partidul Național Liberal, este în funcție din 2016. Începând cu alegerile locale din 2024, consiliul local are următoarea componență pe partide politice:
|  | Partid                              | Consilieri | Componența Consiliului | Componența Consiliului | Componența Consiliului | Componența Consiliului | Componența Consiliului | Componența Consiliului |
|  | ----------------------------------- | ---------- | ---------------------- | ---------------------- | ---------------------- | ---------------------- | ---------------------- | ---------------------- |
|  | Partidul Național Liberal           | 6          |                        |                        |                        |                        |                        |                        |
|  | Partidul Social Democrat            | 3          |                        |                        |                        |                        |                        |                        |
|  | Alianța pentru Unirea Românilor     | 1          |                        |                        |                        |                        |                        |                        |
|  | Partidul Viitorul Țării Făgărașului | 1          |                        |                        |                        |                        |                        |                        |

## Primarii comunei
- 1996[7] - 2000 - Tuturea Ioan, de la USD
- 2000[8] - 2004 - Leancu Cosmin Ioan, de la FER
- 2004[9] - 2008 - Maican Ioan, de la PNL
- 2008[10] - 2012 - Maican Ioan, de la PNL
- 2012[11] - 2016 - Leancu Cosmin Ioan, de la UNPR
- 2016[12] - 2020 - Motrescu Vasile-Claudiu, de la PNL
- 2020[13] - 2024 - Motrescu Vasile-Claudiu, de la PNL

## Personalități născute aici
- Valer Literat (1895 - 1975), preot, scriitor.

## Vezi și
- Biserica Sfinții Arhangheli din Calbor
- Biserica Sfântul Nicolae din Calbor
- Avrig - Scorei - Făgăraș (arie de protecție specială avifaunistică)
- Oltul Mijlociu - Cibin - Hârtibaciu (sit de importanță comunitară)
- Podișul Hârtibaciului (arie de protecție specială avifaunistică)